# Reguera

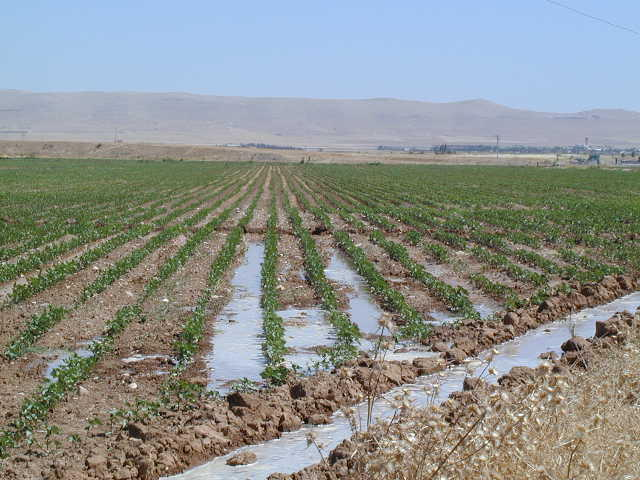
En primer término, reguera hecha para llevar el agua a los surcos donde se encuentran las plantas.

Se llama reguera a los canales pequeños que los labradores abren en las tierras de huertas o jardines por medio de azadas o layas a fin de distribuir el agua por los diferentes cuadros o eras.
Requiere bastante cuidado hacer tal distribución para que sea bien aprovechado el riego, procurando no desperdiciar el agua y teniendo en cuenta que la tierra absorbe parte de ella. Para ello será menester llevar el agua por el camino más corto, siendo lo mejor, para empezar, llevarla a la última era que la reguera sirve una vez llena; la siguiente se descubre con la azada, tapando la que ya no se ha de utilizar con la tierra arrancada del caballón y abriendo el portillo en el punto más próximo al depósito; en cambio, a la siguiente vez se hace el riego en el sentido contrario, o sea empezando por la era que se halla abierta desde el riego anterior y que es la primera que encuentra la reguera a su paso.
- El contenido de este artículo incorpora material del tomo 50 de la Enciclopedia Universal Ilustrada Europeo-Americana (Espasa), cuya publicación fue anterior a 1945, por lo que se encuentra en el dominio público.